# Österåker (comuna)
Österåker (em sueco: Österåker kommun) é uma comuna da Suécia, situada na região de Roslagen, no litoral da província histórica da Uppland.
Pertence politica e administrativamente ao condado de Estocolmo. 
Sua capital é a cidade de Åkersberga. 
Possui 312 quilômetros quadrados e segundo censo de 2019, havia 45 574 habitantes (2019).	

## Geografia

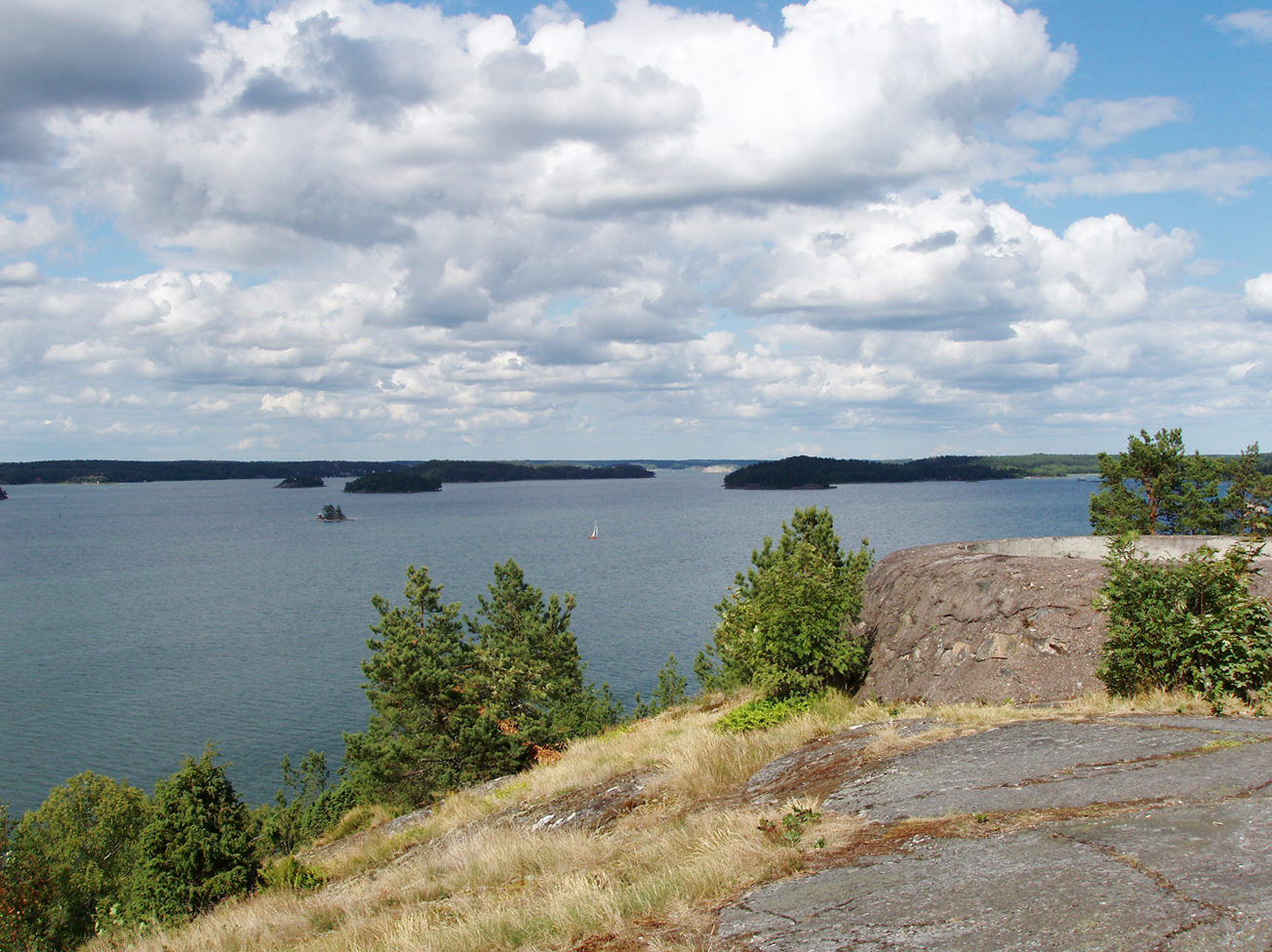
Vista da ilha de Ljusterö.

A comuna tem um carácter costeiro, com um grande número de ilhas, ilhotas e recifes fazendo parte do arquipélago de Estocolmo.